# Intolerància a la glucosa
La intolerància a la glucosa (IG, o, amb una denominació més correcta però menys emprada, la tolerància anormal a la glucosa) és un estat pre-diabètic amb nivells elevats de glucèmia que s'associa amb resistència a la insulina i a un major risc de patologia cardiovascular. Pot precedir la diabetis mellitus tipus 2 en molts anys. La IG és també un factor de risc de mortalitat.

## Criteris
D'acord amb els criteris de l'Organització Mundial de la Salut i l'Associació Americana de Diabetis, la intolerància a la glucosa es defineix com:
- Nivells de glucèmia, en el test de tolerància oral a la glucosa amb 75 g, a les dues hores de 140 a 199 mg/dL (7,8-11,0 mmol). La glucèmia en dejú pot ser normal o lleugerament elevada.

Del 10 al 15 per cent dels adults als Estats Units tenen alteració de la glucosa en dejú o una IG.